# Leia malleolus
Leia malleolus är en tvåvingeart som beskrevs av Freeman 1954. Leia malleolus ingår i släktet Leia och familjen svampmyggor. Inga underarter finns listade i Catalogue of Life.